# فاطمه جراره
فاطمه جراره (زاده ۱۳۶۳) نمایندهٔ دورهٔ دوازدهم مجلس شورای اسلامی از حوزه انتخابیه بندرعباس و قشم و ابوموسی و حاجی‌آباد و خمیر در استان هرمزگان است که با کسب ۷۰٫۲۱۴ رای به‌عنوان نخستین نماینده زن هرمزگانی به مجلس شورای اسلامی راه پیدا کرد.
وی پیش تر رئیس شورای اسلامی شهر بندرعباس و عضو هیئت رئیسه شورای عالی استان‌های ایران بود.
او در سال ۱۴۰۴ با عباس قدرتی زوارم، نمایندهٔ دورهٔ دوازدهم مجلس از حوزه انتخابیه شیروان، ازدواج کرد. این دو ششمین زوجی هستند که هر دو سابقه نمایندگی در مجلس شورای اسلامی را داشتند.